# Diva Grabovčeva
Diva Grabovčeva († um 1680 in Kedžara bei Jablanica, Eyâlet Bosnien) ist eine legendäre Märtyrerin der römisch-katholischen Kirche in Bosnien und Herzegowina.

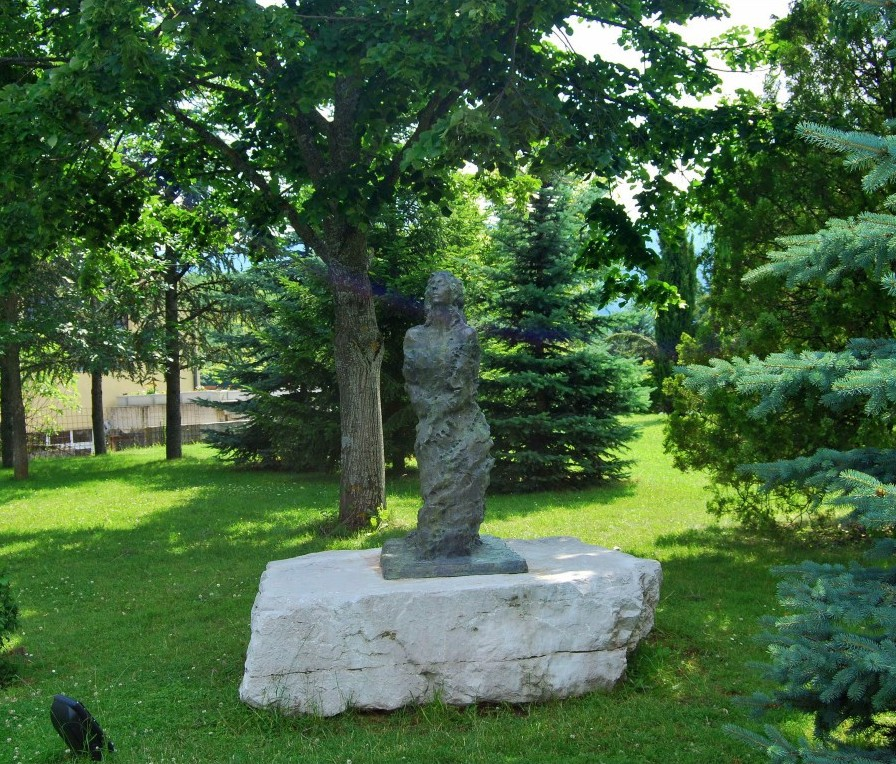
Denkmal für Diva Grabovčeva in Kedžara (Bronzestatue von Kuzma Kovačić, 1998)

Ihr Märtyrertod steht für den Mythos des Widerstandes der katholischen Bevölkerung gegen die damals im heutigen Bosnien und Herzegowina herrschenden muslimischen Osmanen. Noch heute wird Diva vor allem von den überwiegend katholischen Kroaten in Bosnien und Herzegowina verehrt. Am ersten Sonntag im Juli eines jeden Jahres wird zum Fest ihres Martyriums in Kedžara die Heilige Messe gefeiert, an der mehrere tausend Gläubige und Pilger teilnehmen.

## Legende
Bosnien und die Herzegowina standen im 17. Jahrhundert bereits seit fast 200 Jahren unter der Herrschaft des Osmanischen Reichs. Diva soll in der Gemeinde Prozor-Rama (Herzegowina) gelebt haben. Der reiche osmanische Beg der Nachbarregion Kupres Tahir Kopčić soll sich in die 20-jährige Diva verliebt haben. Er soll hartnäckig um die Frau geworben haben, die aus Glaubensgründen nicht in die Heirat einwilligen wollte. Zu ihrem Schutz wurde Diva von ihrem Vater in die Berge zu einem Verwandten geschickt. Der Beg ließ sie ausfindig machen und ermordete sie. Divas muslimischer Freund Arslan rächte sie und tötete den Beg. Divas Grab soll sich im Ort Kedžara befinden. Das Grabmal ist im Dorf Šćit bei Rama aufgestellt.
An dem Ort, wo ihr Blut vergossen wurde, soll ein Stein gestanden haben, aus dem seit ihrem Tod eine kleine Quelle fließt und eine Blume wächst. Den angeblichen Stein kann man heute besichtigen.
Die Legende ist in vielen kroatischen Erzählungen und Volksliedern wiederzufinden.

## In den Medien

### Musik
Die erfolgreiche kroatische Band Thompson widmete ihr das gleichnamige Lied auf dem 2006 erschienenen Album Bilo jednom u Hrvatskoj (Es war einmal in Kroatien). Der populäre Frontmann Marko Perković gab seiner 2007 geborenen Tochter den Namen Diva Marija.

### Film
Ihr Leben wurde 2012 vom Autor Miljenko Karačić als Dokumentarfilm mit dem Titel Divin krik s Vrana verarbeitet.

### Oper
- Blago Karačić: Diva Grabovčeva. Naša ognjišta, Duvno 1978 (Tragödie in drei Akten).